# Caxemires
O povo caxemire é um povo do norte do subcontinente indiano etnicamente proveniente da miscigenação de povos indo-europeus com os povos locais. É um grupo de línguas dárdicas que vive na região histórica de  Caxemira ou dela é proveniente. A posse dessa região é atualmente disputada entre a Índia e Paquistão. Grosso modo, a parte sul da Caxemira histórica é detida de facto pela Índia (território de Jamu e Caxemira) e a parte noroeste e oeste pelo Paquistão (respetivamente Guilguite-Baltistão e Caxemira Livre). Numa perspetiva mais largada, a Caxemira histórica incluía também áreas habitadas por não caxemires: o Ladaque, atualmente administrado pela Índia, situado a leste do atual território indiano de Jamu e Caxemira: Por sua vez, o Ladaque integrava o vale de Shaksgam (a norte) e o Aksai Chin (a nordeste e leste), dois territórios administrados de facto pela China, mas disputados pela Índia. O conjunto de todos esses territórios tinha pouco mais de 7 milhões de habitantes em 2011. A maioria dos caxemires são muçulmanos, embora haja um grande número de caxemires hindus, sendo que muitos deles são muçulmanos descendentes de hindus.

## Língua
De acordo com uma pesquisa sobre linguagem realizada pelo Instituto Internacional da UCLA, o idioma caxemire é uma língua dárdica do noroeste do ramo indo-ariano da subfamília indo-iraniana da família linguística indo-europeia. Não há, no entanto, nenhuma base genética universalmente aceita para o idioma. A UCLA estima que o número de falantes como sendo cerca de 4,4 milhões, com preponderância no vale da Caxemira, enquanto o censo da Índia de 2001 registra 5 362 349 em toda a Índia, excluindo, portanto, falantes em áreas não indianas da Caxemira.